# Juan Ramón Molina García
Juan Ramón Molina García és un cineasta espanyol, especialista en efectes especials. Va començar la seva tasca d'especialista en efectes especials a Golpe de mano (Explosión) (1970) de José Antonio de la Loma i a Avisa a Curro Jiménez (1978) de Rafael Romero Marchent. Va continuar com a cap d'efectes especials a la fuga de Segovia (1981) d'Imanol Uribe i La conquista de Albania (1984) d'Alfonso Ungría. Considerat un dels pioners en el camp dels efectes especials, va fundar l'empresa Molina Efectos especiales S.L, que va treballar en nombroses pel·lícules, que li van valdre tres Goya als millors efectes especials de 15 nominacions (1997, 2002 i 2013). També s'ha encarregat dels efectes especials de pel·lícules com Descanse en piezas (1987), El amante bilingüe (1993), La flor de mi secreto (1995), El bola (2000), Torrente 2: Misión en Marbella (2001), Lucía y el sexo (2002), Assassin's Creed o Perfectos desconocidos (2017), a part de les guardonades o nominades. Pel que fa a televisió, ha col·laborat en els efectes especials de sèries de televisió internacionals com Game of Thrones i The Spanish Princess.
El 6 de setembre de 2004 es va produir una explosió a una de les naus de la seva empresa a Puente de Vallecas, plena de pólvora i explosius, que va provocar la mort de dos treballadors i 19 ferits. El gener de 2010 fou condemnat a sis anys de presó, dels que n'hauria de complir dos, i durant aquest temps se li va prohibir desenvolupar la seva activitat.

## Guardons
- Goya als millors efectes especials (1997) per Airbag
- Goya als millors efectes especials (2002) per 800 balas amb Félix Bergés i Rafael Solórzano
- Goya als millors efectes especials (2013) per Las brujas de Zugarramurdi amb Ferran Piquer[5]

## Nominacions
Ha estat nominat al Goya als millors efectes especials el 1990 per Las cartas de Alou i Don Juan, mi querido fantasma amb Reyes Abades; el 1995 per El niño invisible amb Juan Tominic i Manuel Horrillo; el 1998 per La hora de los valientes; el 2000 per Año mariano; el 2004 per Crimen ferpecto, Torapia i Romasanta; el 2005 per Las llaves de la independencia; el 2006 per Salvador (Puig Antich); el 2008 per Sangre de mayo i el 2015 per Mi gran noche.